# Communauté de communes de Treffort-en-Revermont
Die Communauté de communes de Treffort en Revermont ist ein ehemaliger französischer Gemeindeverband mit Rechtsform einer Communauté de communes im Département Ain, dessen Verwaltungssitz sich in der Commune nouvelle Val-Revermont befand.
Der Gemeindeverband bestand aus zehn Gemeinden und zählte 9.442 Einwohner (Stand 2013) auf einer Fläche von 197,5 km2. Diese erstreckte sich auf dem Gebiet des Revermont wenige Kilometer östlich der Präfektur Bourg-en-Bresse. Präsidentin des Gemeindeverbandes war zuletzt Monique Wiel.

## Aufgaben
Zu den vorgeschriebenen Kompetenzen gehörten die Entwicklung und Förderung wirtschaftlicher Aktivitäten und des Tourismus sowie die Raumplanung auf Basis eines Schéma de Cohérence Territoriale. Der Gemeindeverband betrieb die Straßenmeisterei und nahm die Verantwortung für die Hausmüllentsorgung wahr als Mitglied von Organom, einem übergeordneten, im Arrondissement Bourg-en-Bresse aktiven Zweckverband.
Zusätzlich baute und unterhielt der Verband Sporteinrichtungen.

## Historische Entwicklung
Die Communauté de communes bestand seit dem 8. November 1994.
Der Gemeindeverband fusionierte mit Wirkung vom 1. Januar 2017 mit den Gemeindeverbänden
- Communauté d’agglomération de Bourg-en-Bresse
- Communauté de communes Bresse Dombes Sud Revermont
- Communauté de communes du Canton de Coligny
- Communauté de communes du Canton de Saint Trivier de Courtes
- Communauté de communes de Montrevel-en-Bresse
- Communauté de communes de La Vallière

und bildete so die Nachfolgeorganisation Communauté d’agglomération du Bassin de Bourg-en-Bresse.

## Ehemalige Mitgliedsgemeinden
1. Corveissiat
2. Courmangoux
3. Drom
4. Grand-Corent
5. Meillonnas
6. Nivigne et Suran (Commune nouvelle)
7. Pouillat
8. Saint-Étienne-du-Bois
9. Simandre-sur-Suran
10. Val-Revermont (Commune nouvelle)